# فرهنگسرای فردوس
فرهنگسرای فردوس یک فرهنگسرا در منطقه ۵ شهر تهران، ایران است.
این فرهنگسرا در سال ۱۳۸۱ در زمینی به مساحت ۲۶۷۰ مترمربع با امکاناتی همچون سالن آمفی‌تئاتر و نگارخانه تأسیس شده‌است. 

## امکانات
- سالن آمفی‌تئاتر با ظرفیت ۲۶۰ نفر
- سالن آفرینش با ظرفیت ۱۵۰ نفر
- سالن نشست‌ها با ظرفیت ۲۰ نفر
- نگارخانۀ پردیسان با دو گالری و ظرفیت‌های ۴۵ و ۲۵ اثر هنری
- کتابخانه‌ای با ۲۶،۰۰۰ جلد کتاب
- باشگاه ورزشی